# Ruta 119 (Costa Rica)
La Ruta 119, oficialmente Ruta Nacional Secundaria 119, es una ruta nacional de Costa Rica ubicada en las provincias de Alajuela y Heredia.

## Descripción
En la provincia de Alajuela, la ruta atraviesa el cantón de Alajuela (el distrito de Río Segundo).
En la provincia de Heredia, la ruta atraviesa el cantón de Barva (los distritos de Barva, San Roque), el cantón de Santa Bárbara (el distrito de San Juan), el cantón de Flores (el distrito de Barrantes).